# Eugen Lieben
Eugen Lieben (* 11. Juni 1886 in Prag; † Oktober oder November 1944 im KZ Auschwitz) war ein tschechischer Klassischer Philologe und Gymnasiallehrer.

## Leben
Eugen Lieben, der Sohn des Handschuhmachers Gabriel Lieben (1853–1917) und seiner Frau Ernestine Edel geb. Jeiteles (1864–1942), studierte Klassische Philologie an der Karl-Ferdinands-Universität und wurde 1909 zum Dr. phil. promoviert. Anschließend unterrichtete er am deutschsprachigen Staatsgymnasium in Prag-Altstadt Deutsch, Latein, Griechisch, Geschichte und philosophische Propädeutik. Er fungierte als Verwalter der Schülerbibliothek und wurde zum Gymnasialprofessor ernannt. Am 22. November 1918 heiratete er die 27-jährige Hanna Grünbaum (1891–1944) aus Schwabach, mit der er drei Söhne bekam: Arthur, Rudolf und Max.
Neben dem Unterricht war Lieben auch wissenschaftlich und publizistisch tätig. Er verfasste mehrere Beiträge zur Biografie des römischen Dichters Martial und Aufsätze zur jüdischen Geschichte, zu jüdischen Bräuchen und zum Antisemitismus. Nach der Besetzung Tschechiens durch das Deutsche Reich wurde Lieben aus dem Schuldienst entlassen. Zusammen mit anderen Lehrern gründete er eine private Erziehungs- und Bildungsorganisation für jüdische Kinder. Er wurde mehrmals von der Gestapo verhaftet und verhört. Im Juli 1943 wurde er zusammen mit seiner Frau und den zwei Söhnen Rudolf und Max aus Prag ins Ghetto Theresienstadt deportiert. Der älteste Sohn Arthur (Abraham) war 1939 nach Palästina emigriert. Eugen und Hanna Lieben wurden am 23. Oktober 1944 von Theresienstadt ins KZ Auschwitz deportiert, wo beide  sofort ermordet wurden; die Söhne Rudolf und Max waren bereits am 29. September 1944 von Theresienstadt nach Auschwitz und von dort nach kurzer Zeit ins Lager Kaufering 4 bei Dachau deportiert worden. Der mittlere Sohn Rudolf starb dort im Dezember 1944, der jüngste Sohn Max (heute Mordechai Livni) überlebte und wanderte nach der Befreiung nach Israel aus.

## Schriften (Auswahl)
- Das Verhältnis des Dichters Martial zum Kaiserlichen Hof. Prag 1909 (Dissertation)
- Zur Biographie Martials. Zwei Teile, Prag 1911–1912 (Schulprogramm)